# Командування підтримки оборони і безпеки (Південна Корея)
Командування підтримки оборони і безпеки, КПОБ (ханг.: 군사안보지원사령부, англ. Defense Security Support Command, DSSC) — армійське розвідувальне агентство, створене в 2018 року при Міністерстві національної оборони для збору військової інформації, нагляду за секретністью та розвідкою в Збройних силах Південної Кореї. Замінила собою Командування оборони і безпеки, перебравши на себе її функції.
Головні напрямки роботи КПОБ, це контррозвідувальна діяльність, охорона військових і військово-технічних секретів, а також збір розвідувальної інформації про Північну Корею і третіх країнах.

## Історія
1 веремня 2018 року в місті-супутнику Сеула Квачхоні, в районі урядових будівель пройшла церемонія, присвячена початку роботі «Командування підтримки оборони і безпеки» (англ. Defens Security Support Command, скор. DSSC) міністерства оборони. У заходах взяв участь голова військового відомства оборони Сон Ен Му, а також директор КПОБ генерал-полковник Нам Ен Сик. 

## Керівництво
- генерал-полковник Нам Ен Сик (2018)